# ヴンリエム県

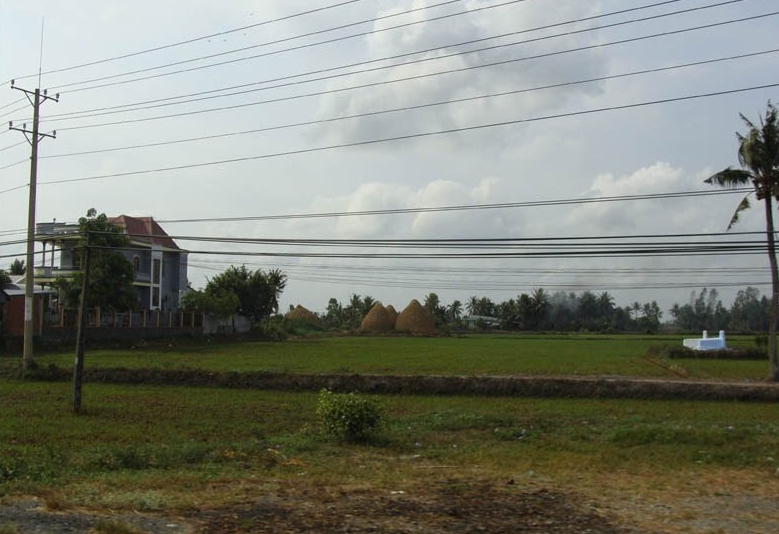
郊外の景色

ヴンリエム県（ヴンリエムけん、ベトナム語：Huyện Vũng Liêm / 縣泳濂）は、ベトナム社会主義共和国ヴィンロン省の県。面積は309.73km²、人口は170,263人（2009年）である。

## 行政区画
1市鎮19社から構成される。